# St. Lorenz (Oberösterreich)
St. Lorenz ist eine Gemeinde in Oberösterreich im Bezirk Vöcklabruck  im Hausruckviertel mit 2652 Einwohnern (Stand 1. Jänner 2024). Die Gemeinde gehörte bis 1. Juli 2013 zum Gerichtsbezirk Mondsee, seither zum Gerichtsbezirk Vöcklabruck.

## Geografie
St. Lorenz liegt auf 490 m Höhe im Hausruckviertel. Die Ausdehnung beträgt von Nord nach Süd 8,5 km, von West nach Ost 7,7 km. Die Gesamtfläche beträgt 23,4 km², 38,5 % der Fläche sind bewaldet und 52,1 % der Fläche sind landwirtschaftlich genutzt.

### Gemeindegliederung
Das Gemeindegebiet umfasst folgende Ortschaften (in Klammern Einwohnerzahl Stand 1. Jänner 2024):
- Keuschen (928)
- Scharfling (62)
- St. Lorenz (1662)

Weitere Ortsteile der Gemeinde sind Gries, Plomberg, Schwarzindien und Wagnermühle.

## Geschichte
In Scharfling und im Mooswinkel wurden im 19. Jahrhundert die ersten Pfahlbauten der Mondseekultur aus der späten Jungsteinzeit in der Zeit von 3600 bis 3300 v. Chr. gefunden. Das Holzobjekt von Scharfling wurde durch J. Offenberger aus der 1972 vermessenen Uferrandsiedlung Scharfling geborgen. Nach C14-Datierungen von Pfählen stammt die Siedlung aus der Endphase der Bandkeramik im Neolithikum. (Daten von Offenberger 1981): VRI 311: BP 4980±120 VRI 313: BP 4660±90.
Ursprünglich im Ostteil des Herzogtums Bayern liegend, kam der Ort mit dem Mondseeland nach dem Landshuter Erbfolgekrieg 1506 zum Erzherzogtum Österreich. Noch im selben Jahr verpfändete Kaiser Maximilian das Mondseeland an den Erzbischof von Salzburg. Erst nach 60 Jahren wurde die Rückkaufklausel geltend gemacht und somit kam das Mondseeland 1565 zum Land Österreich ob der Enns. Während der Napoleonischen Kriege war der Ort zwischen 1809 und 1816 nochmal Bayern zugeschlagen.
Ungewöhnlich ist der Ortsname Schwarzindien. Über seine Entstehung sind mehrere Legenden in Umlauf. Nach den Erinnerungen des späteren Fotografen Bruno Reiffenstein vollzog sich die Namensgebung so: Eine Gruppe jugendlicher Studenten, die sich „Mondseebruderschaft“ nannte, und zu der er und sein Bruder, der später bekannte Genremaler Leo Reiffenstein gehörten, „entdeckte“ den bis dahin unbebauten Uferstrich und gab ihm in einer romantischen Aktion am 11. August 1879 den Namen „Schwarz Indien“. Der Mondseer Geschäftsmann Eduard Weyringer kaufte den Landstrich, übernahm den werbeträchtigen Namen und errichtete die Jausenstation „Schwarz-Indien“ (mit Bindestrich). 1890–1893 wurde in mehreren Etappen die Salzkammergut-Lokalbahn gebaut, die dank der Initiative Weyringers die Haltestelle „Schwarzindien“ (nunmehr in einem Wort) erhielt. Nach dem Ersten Weltkrieg wurde der Uferstrich mit Villen bebaut. 1957 wurde die Lokalbahn stillgelegt, die Bahnstation verschwand, doch der Name Schwarzindien ist geblieben.
Seit 1918 gehört St. Lorenz zum Bundesland Oberösterreich. Nach dem Anschluss Österreichs an das Deutsche Reich am 13. März 1938 gehörte der Ort zum Gau Oberdonau. 1945 erfolgte die Wiederherstellung Oberösterreichs.

### Einwohnerentwicklung
| St. Lorenz: Einwohnerzahlen von 1869 bis 2024 | St. Lorenz: Einwohnerzahlen von 1869 bis 2024 | St. Lorenz: Einwohnerzahlen von 1869 bis 2024 | St. Lorenz: Einwohnerzahlen von 1869 bis 2024 | St. Lorenz: Einwohnerzahlen von 1869 bis 2024 |
| --------------------------------------------- | --------------------------------------------- | --------------------------------------------- | --------------------------------------------- | --------------------------------------------- |
| Jahr                                          |                                               |                                               |                                               | Einwohner                                     |
| 1869                                          | 1869                                          |                                               | 799                                           | 799                                           |
| 1880                                          | 1880                                          |                                               | 843                                           | 843                                           |
| 1890                                          | 1890                                          |                                               | 869                                           | 869                                           |
| 1900                                          | 1900                                          |                                               | 797                                           | 797                                           |
| 1910                                          | 1910                                          |                                               | 898                                           | 898                                           |
| 1923                                          | 1923                                          |                                               | 965                                           | 965                                           |
| 1934                                          | 1934                                          |                                               | 970                                           | 970                                           |
| 1939                                          | 1939                                          |                                               | 1.056                                         | 1.056                                         |
| 1951                                          | 1951                                          |                                               | 1.532                                         | 1.532                                         |
| 1961                                          | 1961                                          |                                               | 1.419                                         | 1.419                                         |
| 1971                                          | 1971                                          |                                               | 1.455                                         | 1.455                                         |
| 1981                                          | 1981                                          |                                               | 1.588                                         | 1.588                                         |
| 1991                                          | 1991                                          |                                               | 1.822                                         | 1.822                                         |
| 2001                                          | 2001                                          |                                               | 2.008                                         | 2.008                                         |
| 2011                                          | 2011                                          |                                               | 2.336                                         | 2.336                                         |
| 2021                                          | 2021                                          |                                               | 2.522                                         | 2.522                                         |
| 2024                                          | 2024                                          |                                               | 2.652                                         | 2.652                                         |
| Quelle(n): Statistik Austria                  |                                               |                                               |                                               |                                               |

## Kultur und Sehenswürdigkeiten

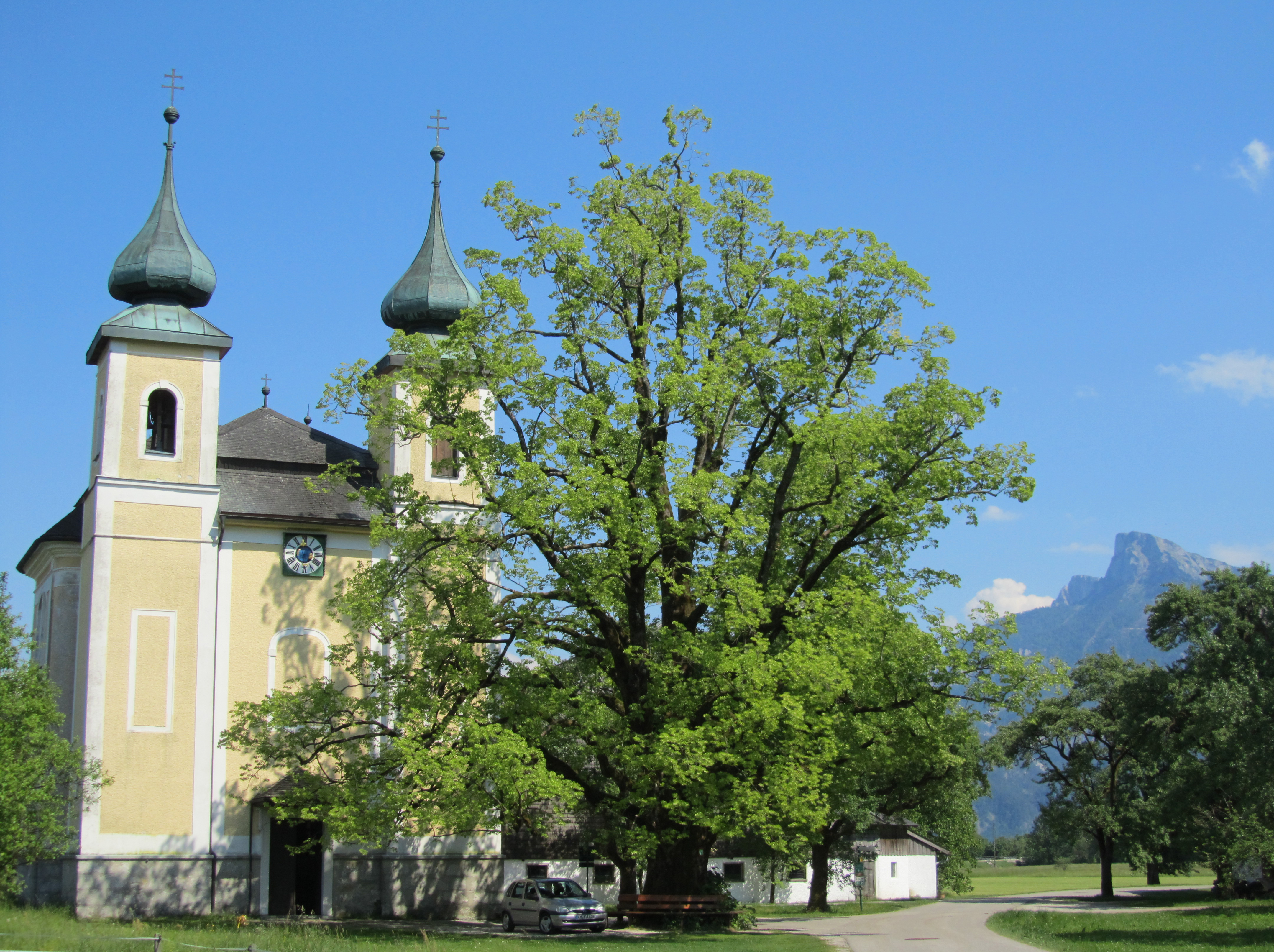
Filialkirche St. Lorenz vor dem Schafberg

- Die Filialkirche St. Lorenz (Standort) wurde als einziges Objekt der Gemeinde St. Lorenz vom Bundesdenkmalamt unter Schutz gestellt. Der einschiffige Barockbau mit Doppelturmfassade und kreuzförmigem Grundriss wurde in den Jahren 1726 bis 1730 erbaut.
- Die Wistaudermühle (Standort) mit einer danebenstehenden Kapelle ist ein Denkmal der bäuerlichen Kultur im Salzkammergut. Die Mühle mit oberschlächtigem Wasserrad wurde 1856 von Jakob Wesenauer, dem damaligen Besitzer des Wistauderhofs, erbaut und war bis in die 1970er Jahre in Betrieb. Seit der Renovierung 2003–2004 kann die Mühle besichtigt werden.
- Kulturgut Höribach (Kunstgalerie und Musikveranstaltungen)

## Tourismus
- Die Drachenwand ist ein beliebtes Ausflugsziel. Von St. Lorenz führt ein „Normalweg“ (sehr steil, einige Leitertreppen und Drahtseilversicherungen) und ein 2008 errichteter Klettersteig (Schwierigkeit C/D) auf den Gipfel.
- Golfclub am Mondsee
- Badeanlage St. Lorenz

## Wirtschaft und Infrastruktur

### Öffentliche Einrichtungen
- In Scharfling befindet sich das Institut für Gewässerökologie, Fischereibiologie und Seenkunde zugehörig zum Bundesamt für Wasserwirtschaft [3]

## Politik

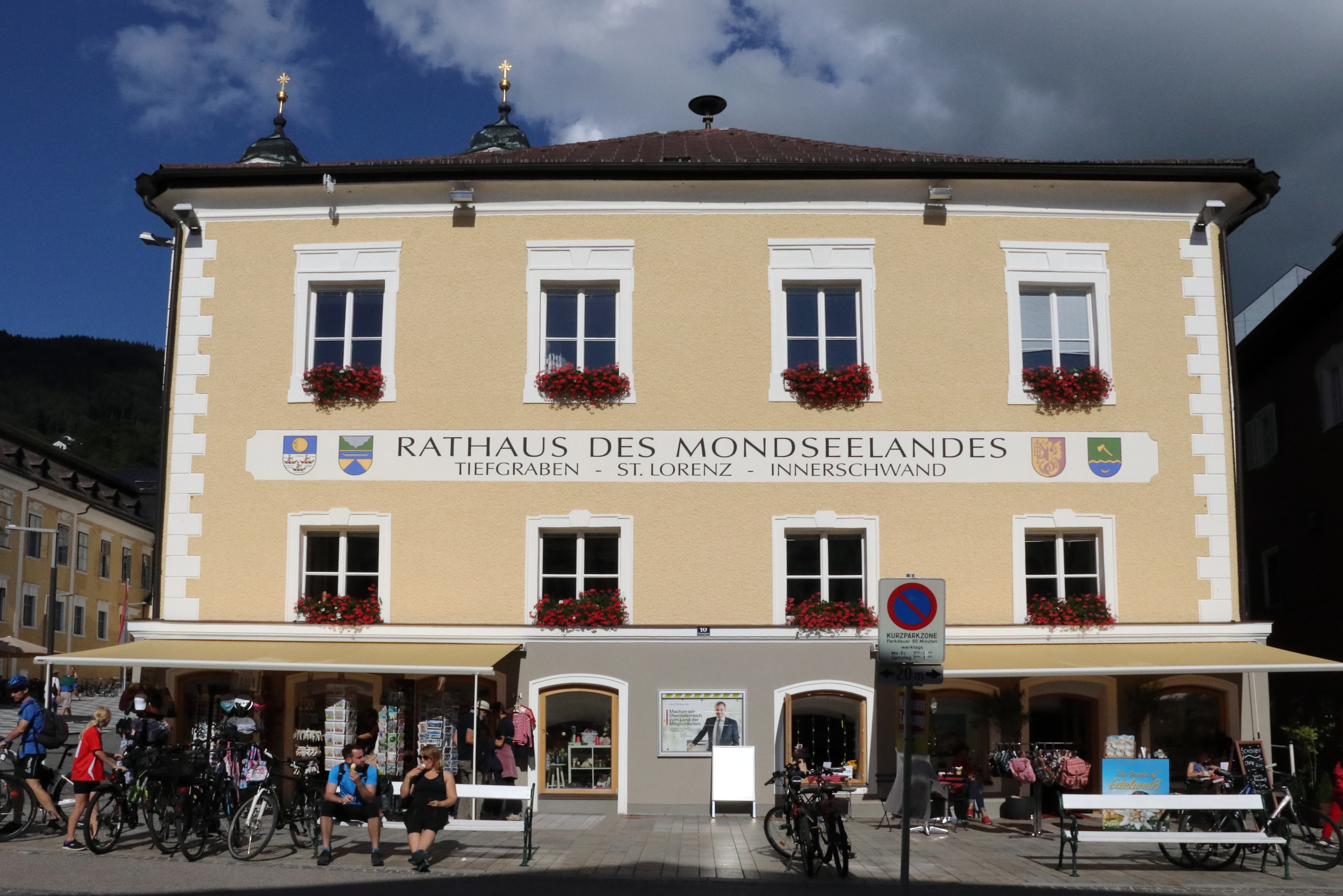
Gemeinsames Rathaus des Mondseelandes der Gemeinden Tiefgraben, St. Lorenz und Innerschwand auf Wredeplatz 2 in Mondsee

Die drei Nachbargemeinden von Mondsee – Innerschwand, St. Lorenz und Tiefgraben – haben ein gemeinsames Gemeindeamt im „Rathaus“ am Wredeplatz in Mondsee (ähnlich einer deutschen Verwaltungsgemeinschaft).
Der Gemeinderat hat 25 Mitglieder.
- Mit den Gemeinderats- und Bürgermeisterwahlen in Oberösterreich 2003 hatte der Gemeinderat folgende Verteilung: 18 ÖVP, 6 SPÖ und 1 FPÖ.
- Mit den Gemeinderats- und Bürgermeisterwahlen in Oberösterreich 2009 hatte der Gemeinderat folgende Verteilung: 18 ÖVP, 4 SPÖ und 3 FPÖ.
- Mit den Gemeinderats- und Bürgermeisterwahlen in Oberösterreich 2015 hatte der Gemeinderat folgende Verteilung: 13 ÖVP, 7 FPÖ, 4 GRÜNE und 1 FW.
- Mit den Gemeinderats- und Bürgermeisterwahlen in Oberösterreich 2021 hat der Gemeinderat folgende Verteilung: 16 ÖVP, 6 GRÜNE und 3 FPÖ.[4]

### Bürgermeister
- bis 2009 Reinhold Humer (ÖVP)
- 2009–2018 Johannes Garderer (ÖVP)[5]
- seit 2018 Andreas Hammerl (ÖVP)[6]

### Wappen
Blasonierung: „Gespalten von Gold und Rot mit einem aufgerichteten, einen Rost pfahlweise haltenden Drachen in gewechselten Farben.“
Die Gemeindefarben sind Rot-Gelb-Schwarz.
Das Gemeindewappen wurde 1984 verliehen. Der Drache steht für die Drachenwand, an deren Fuß St. Lorenz liegt, und den Drachen, der dort der Sage nach gehaust haben soll. Der Rost als Attribut des heiligen Laurentius verweist auf den Kirchenpatron und Namensgeber des Ortes.

## Persönlichkeiten

### Söhne und Töchter der Gemeinde
- Jakob Ebner (* 1942), Germanist, Schulbuchautor und Lexikograph

### Mit der Gemeinde verbundene Persönlichkeiten
- Paul Kalisch (1855–1946), deutscher Opernsänger
- Leo Reiffenstein (1856–1924), Genre- und Landschaftsmaler